# Вегелебен
Вегелебен (нем. Wegeleben) — город в Германии, в земле Саксония-Анхальт. 
Входит в состав района Хальберштадт. Подчиняется управлению Боде-Хольтемме.  Население составляет 2815 человек (на 31 декабря 2010 года). Занимает площадь 51,76 км². Официальный код  —  15 3 57 038.
Город подразделяется на 3 городских района.